# Д'Аламберов оператор
Д'Аламберов оператор је диференцијални оператор другог реда. Д'Аламберов оператор је у ствари Лапласов оператор у простору Минковског - (t, x, y, z). Назван је по француском математичару Жан ле Рон д'Аламберу.
Оператор се често користи у физици електромагнетског поља - таласна једначина светла. Ознака за д'Аламберов оператор је квадрат : {\displaystyle \Box }.
Оператор сачињава Лапласов оператор ({\displaystyle \Delta }) и двоструки извод по времену :
{\displaystyle \Box =\Delta -{\frac {\partial ^{2}}{c^{2}\partial t^{2}}}}

## Ајнштајнов запис
У теорији релативности, користи се запис са Ајнштајновим индексима.
{\displaystyle \partial _{\mu }=\left(\partial _{ct},\nabla \right)=\left(\partial _{ct},\partial _{x},\partial _{y},\partial _{z}\right)}.
где је коваријантни запис,
{\displaystyle \partial ^{\mu }=\eta ^{\mu \nu }\partial _{\nu }=\left(\partial _{ct},-\partial _{x},-\partial _{y},-\partial _{z}\right)}
Производ је дефинисан као д'Аламберов оператор.
{\displaystyle \Box :=\partial ^{\mu }\partial _{\mu }={\frac {\partial ^{2}}{c^{2}\partial t^{2}}}-{\frac {\partial ^{2}}{\partial x^{2}}}-{\frac {\partial ^{2}}{\partial y^{2}}}-{\frac {\partial ^{2}}{\partial z^{2}}}={\frac {\partial ^{2}}{c^{2}\partial t^{2}}}-\Delta }

## У различитим координатним системима
Д'Аламберов оператор у сферним координатама:
{\displaystyle {\frac {1}{r^{2}}}{\frac {\partial }{\partial r}}\left(r^{2}{\frac {\partial u}{\partial r}}\right)+{\frac {1}{r^{2}\sin ^{2}\Theta }}{\frac {\partial }{\partial \Theta }}\left(\sin \Theta {\frac {\partial u}{\partial \Theta }}\right)+{\frac {1}{r^{2}\sin ^{2}\Theta }}{\frac {\partial ^{2}u}{\partial \varphi ^{2}}}-{\frac {1}{c^{2}}}{\frac {\partial ^{2}u}{\partial t^{2}}};}
Д'Аламберов оператор у цилиндричним координатама:
{\displaystyle {\frac {1}{\rho ^{2}}}{\frac {\partial }{\partial \rho }}\left(\rho ^{2}{\frac {\partial u}{\partial \rho }}\right)+{\frac {1}{\rho ^{2}}}{\frac {\partial ^{2}u}{\partial \varphi ^{2}}}+{\frac {\partial ^{2}u}{\partial z^{2}}}-{\frac {1}{c^{2}}}{\frac {\partial ^{2}u}{\partial t^{2}}};}
У општим криволинијским координатама:
{\displaystyle \square u\equiv {\frac {1}{\sqrt {-g}}}{\frac {\partial }{\partial x^{\nu }}}\left({\sqrt {-g}}\,g^{\mu \nu }{\frac {\partial u}{\partial x^{\mu }}}\right),}
где је {\displaystyle g_{\mu \nu }} метрички тензор, а g је детерминанта тога тензора.